# À la recherche du soleil
Pour plus de détails, voir Fiche technique et Distribution.
À la recherche du soleil (ou L'Homme suit le soleil ; en russe : Человек идёт за солнцем, Chelovek idet za solntsem) est un film soviétique sorti en 1961. Réalisé par Mikhaïl Kalik il est inspiré du cinéma français de la Nouvelle Vague, on y retrouve notamment les similitudes avec Le Ballon rouge (1956) de Albert Lamorisse,.

## Fiche technique
- Titre : À la recherche du soleil
- Réalisation : Mikhaïl Kalik
- Scénario : Valeriu Gagiu et Mikhaïl Kalik
- Photographie : Vadim Derbeniov
- Direction artistique : Stanislav Boulgakov
- Montage : Ksenia Blinova
- Son : Alexandre Tchaïka
- Caméra : Dmitri Motorny
- Chef d'orchestre : Emin Khatchatourian
- Compositeur : Mikaël Tariverdiev
- Texte de chanson : Semion Kirsanov
- Rédaction : Zoïa Bogouslavskaïa
- Production : Moldova-Film
- Pays d'origine : URSS
- Langue : russe
- Format : Mono - 35 mm
- Genre : cinéma expérimental
- Durée : 72 minutes
- Dates de sortie : 1961

## Distribution
- Niku Krimnus : Sandu
- Evgueni Evstigneïev : Nikolaï, coureur motocycliste
- Tatiana Bestaïeva (ru) : Elia, femme du coureur motocycliste
- Valentin Zoubkov : musicien militaire
- Nikolaï Volkov (ru) : vendeur de billets de loterie
- Georgiy Georgiu (ru) : Koka, coiffeur
- Maxime Grekov (ru) : Liova, cireur de chaussures
- Lev Krougly (ru) : camionneur
- Liudmila Dolgoroukova (ru) : Victoritsa, sœur du camionneur
- Iossif Levianu (ru) : chauffeur de taxi
- Larissa Loujina : Lenutsa
- Viktor Markine (ru) : jeune papa
- Anatoli Papanov : manager
- Gueorgui Svetlani (ru) : fan de foot
- Georgios Sovtchis (ru) : prince d’Orange
- Valentina Teleguina : femme lisant une lettre
- Dumitru Fusu (ru) : Rike, le milicien